# Apaharan

Apaharan (en français: « Enlèvement ») est un film indien réalisé par Prakash Jha en 2005, avec Ajay Devgan, Nana Patekar, Mohan Agashe et Bipasha Basu. C’est un film politique qui n’est pas une production traditionnelle de Bollywood car il ne comporte pas les habituelles scènes de danses et de chants. La majorité des scènes du film a été tournée à Satara, dans le Maharashtra en Inde.

## Synopsis
Ajay Shashtri (Ajay Devgan), diplômé mais sans emploi, rêve de rentrer dans les forces de police. Son père, Raghuvansh Shastri (Mohan Aghashe) est un homme qui défend fermement ses principes et qui croit en la morale. Enseignant à la retraite et disciple de Gandhi, il est aujourd’hui militant et souhaite que son fils suive ses traces et défende ses idéaux et ses valeurs.
Lorsque les idéaux du père s’opposent à la volonté du fils de devenir officier de police, un fossé se creuse entre eux. Ajay corrompt de hauts fonctionnaires pour entrer dans les forces de police et avec son ami Kashinath (Ayub Khan), il obtient un prêt de 500 000 roupies. Or, pour rembourser la somme, Ajay et son ami décident de kidnapper un homme du gouvernement. L’enlèvement est un fiasco : il s’avère que le fonctionnaire est en réalité l’un des hommes de Tabrez Alam (Nana Patekar), puissant et influent dirigeant d’un gouvernement parallèle où règnent l’argent et la peur.
Meurtres, corruption, viols et enlèvements sont les activités de Tabrez et de son bras droit, Gaya Singh (Yashpal Sharma). Lors d’une rencontre, Ajay tue Gaya Singh, mais au lieu de fuir il demande à Tabrez de l’accepter dans son gang. Tabrez voit du potentiel en Ajay qui se voit bientôt contrôler l’empire de Tabrez. Ce dernier considère Ajay comme un fils et a plus d’estime pour lui que pour son propre frère Usmaan (Mukul Nag).
Ajay pense pouvoir devenir le prochain Tabrez Alam et devient le nouveau gangster de la ville ainsi que le chef du groupe d’enlèvement le plus efficace du Bihar.
Puis vient le moment où Ajay réalise que le chemin qu’il suit ne le rend pas heureux. Il aime Megha (Bipasha Basu), une jeune fille intelligente et instruite, qui l’aime également mais ils n’évoluent pas dans le même univers. Déçu par le changement d’Ajay, Tabrez le met en prison et atteint une haute position politique par corruption. Alors que Tabrez rend visite à Ajay en prison, les deux hommes s’affrontent…

## Fiche technique
- Titre : Apaharan
- Réalisateur : Prakash Jha
- Scénaristes : Prakash Jha, Shridhar Raghavan et Manoj Tyagi
- Producteur : Prakash Jha
- Musique : Wayne Sharpe et Aadesh Shrivastava
- Distributeur : Entertainment One
- Sortie : 2 décembre 2005
- Durée : 173 minutes
- Pays :  Inde
- Langue : Hindi

## Distribution
- Ajay Devgan : Ajay Shastri
- Nana Patekar : Tabrez Alam
- Bipasha Basu : Megha
- Ayub Khan : Kashinath
- Mohan Agashe : Professeur Raghuvansh Shastri
- Mukesh Tiwari : SP Anwar Khan
- Yashpal Sharma : Gaya Singh
- Anup Soni : Akash Ranjan
- Chetan Pandit : Ministre Dinkar Pandey
- Akhilendra Mishra : Premier ministre Brijnath Mishra
- Dayashankar Pandey : Daya Shankar
- Murli Sharma : Murli
- Ehsaan Khan : DSP Shukla
- Mukul Nag : Usmaan
- Radhakrishna Dutta : Soorajmal
- Vishnu Sharma : Vishnu Sharma

## Récompenses
International Indian Film Academy Awards (2006)
- Popular Award pour le meilleur rôle de méchant : Nana Patekar
- 1 nomination : Popular Award pour le meilleur réalisateur : Prakash Jha

National Film Awards (2006)
- National Film Award for Best Screenplay (Meilleur scénario) : Prakash Jha, Manoj Tyagi et Shridhar Raghavan
- 1 nomination : Best Actor Nomination (Meilleur acteur) : Ajay Devgan

Filmfare Awards (2006)
- Filmfare Best Dialogue Award (Meilleurs dialogues) : Prakash Jha
- Filmfare Best Villain Award (Meilleur rôle de méchant) : Nana Patekar